# Antonio Sanabria
Arnaldo Antonio Sanabria Ayala (San Lorenzo, 1996. március 4. –), gyakran Tonny Sanabria, paraguayi labdarúgó, a Torino játékosa.

## Sikerei, díjai
- Barcelona U19
  - UEFA Ifjúsági Liga: 2013–14